# Lill-Erve
Lill-Erve är en sjö i Bengtsfors kommun i Dalsland och ingår i Göta älvs huvudavrinningsområde. Sjön är 29 meter djup, har en yta på 0,383 kvadratkilometer och är belägen 80,5 meter över havet.

## Delavrinningsområde
Lill-Erve ingår i det delavrinningsområde (653224-130198) som SMHI kallar för Mynnar i Råvarp. Medelhöjden är 124 meter över havet och ytan är 2,9 kvadratkilometer. Räknas de 4 avrinningsområdena uppströms in blir den ackumulerade arean 49,55 kvadratkilometer. Hammelsströmmen som avvattnar avrinningsområdet har biflödesordning 3, vilket innebär att vattnet flödar genom totalt 3 vattendrag innan det når havet efter 179 kilometer. Avrinningsområdet består mestadels av skog (81 procent). Avrinningsområdet har 0,46 kvadratkilometer vattenytor vilket ger det en sjöprocent på 15,8 procent.